# Apocharips trapezoidea
Apocharips trapezoidea är en stekelart som först beskrevs av Hartig 1841.  Apocharips trapezoidea ingår i släktet Apocharips, och familjen glattsteklar. Arten är reproducerande i Sverige.